# Рафаївці
Рафаївці (словац. Rafajovce) — село в Словаччині, у Врановському окрузі Пряшівського краю. Розташоване в північно-східній частині Словаччини в південній частині Низьких Бескидів. Протікає потік Ондалік.
Уперше згадується у 1596 році.
У селі є греко-католицька церква Різдва Пресвятої Богородиці (1750) в бароко-класицистичному стилі, з 1997 року національна культурна пам'ятка.

## Населення
| Рік:            | 1993 | 2003    | 2013     | 2023     |
| --------------- | ---- | ------- | -------- | -------- |
| Кількість осіб: | 169  | 171     | 194      | 163      |
| Різниця:        |      | +1,18 % | +13,45 % | -15,97 % |

| Рік:            | 2022 | 2023    |
| --------------- | ---- | ------- |
| Кількість осіб: | 164  | 163     |
| Різниця:        |      | -0,60 % |

В селі проживає 186 осіб.
Національний склад населення (за даними перепису 2001 року):
- словаки — 99,45 %
- чехи — 0,55 %

Склад населення за приналежністю до релігії станом на 2001 рік:
- греко-католики — 87,36 %,
- римо-католики — 7,14 %,
- православні — 5,49 %,